# Shin Megami Tensei: Persona 3
Shin Megami Tensei: Persona 3 (ペルソナ3?, Perusona 3) è un videogioco di ruolo alla giapponese, quarto spin-off della celebre saga di videogiochi Megami Tensei prodotta da Atlus. Originariamente pubblicato in Giappone il 13 luglio 2006 esclusivamente per PlayStation 2, il gioco è arrivato il 14 agosto 2007 in Nord America mentre in Italia è stato distribuito il 29 febbraio 2008 con il titolo ridotto Persona 3.
Il grande successo di pubblico, assieme ai giudizi più che positivi delle riviste del settore, hanno spinto la casa di produzione a pubblicare il 19 aprile 2007 Persona 3 FES, una versione ampliata e migliorata del gioco, e il 1º novembre 2009 Persona 3 Portable, una versione per PlayStation Portable.
Il 19 gennaio 2023 Persona 3 Portable arriva anche su Xbox One, Xbox Series X/S, Microsoft Windows, PlayStation 4 e Nintendo Switch, per la prima volta sottotitolato anche in italiano, francese, tedesco e spagnolo.
In seguito è arrivato anche un ulteriore remake, Persona 3 Reload, con miglioramenti grafici all'edizione principale del gioco e l'aggiunta di numerosi altri elementi delle versioni precedenti di Persona 3, e anche degli altri titoli della serie Persona. Il gioco è arrivato in tutto il mondo il 2 febbraio 2024 per Microsoft Windows, Xbox One, Xbox Series X e Series S, PlayStation 4 e PlayStation 5

## Trama
Il protagonista del gioco è uno studente di scuola superiore (la scelta del nome è a discrezione del giocatore) che si trasferisce nella città dove era cresciuto fino a dieci anni prima, Tatsumi Port Island. Inizia a frequentare il Liceo Gekkoukan come un normale studente, ma all'improvviso, una notte, nel dormitorio della scuola dove alloggia viene attaccato dalle Ombre, misteriose creature che si cibano delle menti delle persone riducendole allo stato di vegetali, tramite la cosiddetta Sindrome Apatica. In reazione all'attacco, un insolito potere si risveglia nel ragazzo: la possibilità di evocare un misterioso essere, di nome Orfeo (nel mezzo della battaglia apparirà in modo brusco anche Thanatos), che sconfigge immediatamente i nemici.
Questi spiriti, i cosiddetti Personae, sono una parte dell'anima di un individuo in grado, se evocati, di materializzarsi sotto forma di umanoidi, mostri o demoni, che combattono per il proprio evocatore. Di solito il metodo di evocazione consiste nello spararsi in testa con un Evoker, una pistola speciale. Il protagonista scopre di non essere l'unico dotato di questo particolare potere; nella sua scuola infatti vi è un gruppo, la Squadra Esecutiva Extracurriculare Specializzata (SEES), che combatte contro le Ombre, supportato dal Gruppo Kirijo, una misteriosa azienda gestita dal padre di Mitsuru Kirijo, uno dei membri della squadra. Nel tempo altri personaggi si aggiungono al team andando a creare il gruppo effettivo del gioco, di cui il protagonista diventa il leader.
Il protagonista viene informato dell'esistenza della cosiddetta Ora Buia, un periodo di tempo fra la fine di un giorno e il successivo, durante il quale il sistema elettrico e qualsiasi apparecchio elettronico a Tatsumi Port Island smette di funzionare, e gli abitanti, inconsapevoli, finiscono all'interno di oggetti cristallizzati simili a bare, tramite un processo chiamato Trasmogrificazione, al di fuori dei quali sarebbero attaccati immediatamente dalle Ombre. Soltanto coloro in grado di evocare i Personae riescono a percepire l'Ora Buia, e soprattutto possono opporsi alle Ombre. Durante l'Ora Buia, poi, il liceo Gekkougan si trasforma in una torre imponente e dall'aspetto lugubre, chiamata Tartaro, dal quale hanno origine le Ombre. Inoltre, dopo aver risvegliato per la prima volta il suo Persona, il protagonista finisce nella Stanza di Velluto, un luogo "a metà fra sogno e realtà", così come lo definisce Igor, proprietario della stessa, che gli rivela non solo tutti gli aspetti del suo potere di evocatore, ma anche che, tramite il jolly, rispetto agli altri membri della SEES, può evocare più di un Persona durante la battaglia. Igor sprona inoltre il protagonista a socializzare all'interno della scuola per poter formare quelli che lui chiama "Affinità Sociali", che influiranno direttamente sull'abilità combattiva del Persona.
Nel corso del gioco il Protagonista e gli altri del gruppo SEES scoprono che le Ombre sono influenzate dalle Fasi lunari, e in particolare durante le notti di Luna piena vari luoghi di Tatsumi Port Island sono attaccati da Ombre Speciali molto più potenti di quelle nel Tartaro. Come successivamente viene rivelato, soprattutto da Shuji Ikutsuki, colui che gestisce le operazioni della SEES e altro membro del gruppo Kirijo, le origini del Tartaro e le Ombre, in particolare quelle Speciali, sono dovute ad una serie di esperimenti che l'ex proprietario del gruppo Kirijo, Kouetsu Kirijo, il nonno di Mitsuru, aveva condotto dieci anni prima assieme ad altri scienziati, intenzionati a ottenere il potere delle Ombre per scopi malefici. Tuttavia fallì nel proprio intento, e in seguito ad un'esplosione migliaia di Ombre riuscirono a scappare e ad assemblarsi in creature più grandi e potenti, fino alla formazione delle dodici Ombre Speciali; Kouetsu e gli altri scienziati persero tutti la vita, e il laboratorio dove effettuavano esperimenti, posto al di sotto della Gekkougan, divenne appunto il Tartaro.
Compito della SEES diventa dunque individuare durante le notti di luna piena le 12 Ombre Speciali, ciascuna contrassegnata da un Arcano, con l'intento di eliminare le Ombre e l'Ora Buia, e dunque porre fine alla Sindrome Apatica, che minaccia la vita degli altri abitanti. Ad un certo punto, tuttavia, la squadra viene ostacolata da un altro gruppo di evocatori, il Gruppo Strega, che, come affermato dal loro capo Takaya, non vogliono che essi succedano nell'eliminare l'Ora Buia, con la conseguenza che anche i Personae cesseranno di esistere.
La SEES, comunque, riesce alla fine a sconfiggere tutte le Ombre Speciali e momentaneamente anche il gruppo Strega, tuttavia al termine dell'ultima operazione scoprono che i loro tentativi sono stati vani, e l'Ora Buia non è stata eliminata. Attirati dal suono di una campana proveniente dal Tartaro, all'entrata dello stesso il gruppo di ragazzi si imbatte in Ikutsuki, che rivela di aver mentito loro e di averli manipolati ad eliminare le Ombre Speciali, per portare avanti il piano che 10 anni prima Kouetsu e i suoi scienziati avevano ideato. Rivela, infatti, che le vere intenzioni dell'ex capo del gruppo Kirijo era combinare assieme le Ombre, con il potere delle quali, sarebbe stata causata nel mondo La Caduta, tramite la quale l'umanità avrebbe trovato la sua "salvezza", con l'arrivo della Morte. Successivamente, Aigis, robot umanoide con le sembianze di ragazza, entrata a far parte della SEES, viene costretta da Ikutsuki a catturare i suoi compagni, e legarli su delle croci sopra l'Osservatorio di fronte al Tartaro, per essere sacrificati in onore dell'arrivo della Morte. I piani di Ikutsuki, tuttavia, vengono sventati quando Aigis riesce a liberarsi dal suo controllo, portando in salvo i suoi amici, e successivamente l'uomo finisce gravemente ferito per poi uccidersi, lanciandosi giù dall'Osservatorio, in seguito ad rapido scontro a fuoco tra lui e il capo del gruppo Kirijo, Takeharu, padre di Mitsuru, che finisce tuttavia anch'egli per morire. In seguito, il 2 dicembre, durante un'altra notte di Luna piena, Aigis si imbatte sul Moonlight Bridge durante l'Ora Buia in Ryoji Mochizuki, studente arrivato alla Gekkougan un mese prima, che si rivela in realtà non essere umano, ma bensì un'Ombra. In seguito ad un breve scontro in cui Aigis viene seriamente danneggiata dal potere di Ryoji, quest'ultimo rivela al resto della SEES, accorsa sul posto, la verità sulla sua identità, l'Ora Buia e le Ombre. Ryoji, infatti, è la tredicesima Ombra Speciale, rappresentante la Morte, frutto della fusione delle altre Ombre, dopo la loro distruzione; il suo ruolo è quello di Nunzio, che deve attirare sulla Terra il potere dell'essere materno, chiamato Nyx, la quale avrebbe portato La Caduta, e quindi l'estinzione dell'intera umanità. 10 anni prima, in un altro scontro tra lui e Aigis, quest'ultima lo aveva rinchiuso all'interno del Protagonista, e una volta che quest'ultimo era ritornato a Tatsumi Port Island, ciò aveva risvegliato sia lui, che in precedenza aveva assunto le sembianze di un ragazzino chiamato Pharos, visibile solo al Protagonista, sia le altre Ombre speciali. Ryoji, inoltre, rivela che con la sua materializzazione la Caduta è divenuta irreversibile, e non hanno alcuna speranza di poter fermare gli effetti nefasti del potere di Nyx; tuttavia concede loro la possibilità di ucciderlo, così da effettivamente eliminare l'Ora Buia, perdendo le loro memorie di tutto ciò accaduto nell'Ora Buia, così da poter vivere le loro vite pacificamente prima dell'arrivo della Caduta. La SEES, nonostante un'iniziale periodo di paura e tensione per le scioccanti rivelazioni di Ryoji, decidono comunque di rifiutare la sua proposta e di voler affrontare e sventare la loro morte imminente, confrontandosi con Nyx.
Così come annunciato da Ryoji, il Protagonista e la SEES la notte del 31 gennaio affrontano la loro ultima operazione. Dopo aver definitivamente sconfitto gli Strega, tornati per contrastarli nei loro tentativi di porre fine alla Caduta, dopo aver tra l'altro fondato un culto in onore di Nyx per favorirne l'ascesa, il gruppo di ragazzi alla fine si scontrano con Ryoji, divenuto Avatar di Nyx. Al termine di questa battaglia finale, in cui apparentemente la SEES ne esce vincitore, l'Avatar vola in cielo, verso la Luna, che si rivela l'effettivo corpo di Nyx, che viene attirata verso la Terra, e risvegliandosi comincia a far sentire gli effetti nefasti della Caduta su Tatsumi Port Island. Il Protagonista, mentre gli altri membri sono incapaci di contrastare il devastante potere di Nyx su di essi, grazie all'aiuto di Igor, che gli rivela che tramite il potere dei legami che ha stretto nel corso del gioco, ha risvegliato lo straordinario potere del L'Universo; con esso il Protagonista ascende all'interno di Nyx, resiste al suo potere micidiale, e usa il Grande Sigillo per sconfiggere l'entità e porre fine alla Caduta, con la distruzione del Tartaro e di tutte le Ombre.
In seguito alla scomparsa dell'Ora Buia, i membri della SEES perdono per alcuni mesi le memorie di tutto ciò che era successo, e concludono il loro anno scolastico come normali studenti. Il 5 marzo, tuttavia, durante la Celebrazione della fine dell'anno scolastico, riacquistano le loro memorie, grazie anche alla promessa che si erano fatti, prima della battaglia finale, di ritrovarsi tutti assieme sul tetto della Gekkougan per festeggiare il loro trionfo. Accorrendo lì, il gruppo si imbatte nel Protagonista che, steso tra le braccia di Aigis, serenamente chiude gli occhi un'ultima volta e si spegne.

## Modalità di gioco
La storia ha una durata predeterminata basata sull'anno scolastico giapponese che inizia ad aprile e finisce a gennaio, e rispetta fedelmente intermezzi come le vacanze estive. I giorni si dividono in fasi stabilite e precise, la Mattina, il Dopo Scuola pomeridiano e la Sera, durante le quali sarà possibile svolgere varie attività. Queste ultime varieranno anche in base al giorno specifico, in base che esso sia di frequentazione della scuola, o un giorno di vacanza o di weekend. Al giocatore è lasciata massima libertà su come trascorrere il proprio tempo, tuttavia ci sono precisi scopi da perseguire nel corso del gioco, al di fuori dei combattimenti contro le Ombre.
La parte "diurna" dei giorni di gioco è innanzitutto incentrata nello sviluppo delle Affinità Sociali, relazioni che il Protagonista stringerà andando a scuola, o per altri luoghi di Tatsumi Port Island, e che dovrà sviluppare nel corso del gioco. Per aumentare il livello di un'Affinità Sociale il giocatore dovrà uscire con quella persona, e ascoltando i suoi problemi e le sue confidenze, dare loro le giuste risposte (in un sistema di risposte multiple) per velocizzare la crescita del rapporto. Lo sviluppo delle Affinità Sociali sarà cruciale anche per i combattimenti, visto che l'aumentare del loro livello, viene velocizzata anche la crescita di un Persona appartenente all'Arcano associato a quella specifica Affinità Sociale. 
Altro elemento fondamentale nella scelta delle azioni da svolgere in una giornata di gioco, sono anche le cosiddette statistiche sociali: "Coraggio", "Fascino" e "Sapere". Questi saranno cruciali nell'apertura e lo sviluppo di alcune Affinità Sociali

### Sistema di combattimento e Tartaro
Persona 3 è un videogioco di ruolo con un sistema di combattimento a turni, in cui cioè il giocatore e le Ombre si attaccheranno a turno. Gli incontri con i nemici non sono casuali, poiché essi sono ben visibili nell'area di gioco ed è possibile evitarli o coglierli di sorpresa per iniziare lo scontro con un turno bonus. Nelle prime versioni del gioco (prima Persona 3 Portable) si può controllare direttamente solo il Protagonista, mentre gli altri membri del gruppo agiscono secondo ordini predefiniti impartiti tramite il menu Tattico. Ogni personaggio può attaccare usando un'arma equipaggiata, curare il gruppo con appositi oggetti, da acquistare nei negozi in giro per Tatsumi Port Island, oppure nel corso dell'esplorazione del Tartaro, oppure evocare un Persona.
Da tenere in considerazione è anche la condizione fisica di ciascuno dei personaggi (indicata con delle faccine nel menu), in base al quale quello sarà più o meno efficiente in battaglia, o addirittura, nel caso essa sia pericolosamente bassa, essere indisponibile a combattere. Nel caso del Protagonista il giocatore potrà migliorare le sue condizioni fisiche facendolo andare a dormire a letto prima la sera, oppure compiendo altre azioni, come andare in bagno oppure dormire durante le lezioni scolastiche.
Determinante per la vittoria nei combattimenti è sfruttare le debolezze specifiche di un nemico, o gli attacchi critici, che non solo faranno maggiori danni del solito, ma permetteranno a chi ha compiuto la mossa, di avere un altro turno a disposizione. Nel caso tutte le Ombre in campo vengono colpite da una debolezza o un attacco critico, si attiva l'"Assalto", in cui tutto il gruppo entrerà in una mischia contro i nemici eliminandoli o gravemente indebolendoli. Alcune volte, poi, quando il giocatore metterà KO uno dei nemici colpendolo al punto debole, un altro personaggio potrà chiedergli di compiere con lui un attacco che stordisce un altro nemico presente sul campo di battaglia. Se invece una delle Ombre colpirà il giocatore o uno degli altri membri della squadra al proprio punto debole, potrà riattaccare per un secondo turno. Quando gli HP di un personaggio raggiungono lo 0, esso perderà conoscenza e sarà incapace di continuare a combattere, a meno che non verrà rivitalizzato da un oggetto o la mossa di un Persona, oppure lo si porterà via ancora inconscio dal Tartaro. Se sarà, invece, il Protagonista a perdere la vita, anche se gli altri membri restano ancora in piedi, il gioco terminerà.
Al termine di una battaglia, in particolare se si sarà vinto grazie ad un "Assalto", si può ottenere una "Mano Arcana", in cui verranno presentati una serie di carte inizialmente scoperte, che in seguito si gireranno e continueranno a mischiarsi finché non se ne pescherà una. Tali carte, a seconda di quella che si sceglie, possono moltiplicare l'esperienza ricevuta dalla battaglia, far ottenere una somma di denaro, recuperare HP per il Protagonista ( o anche per gli altri membri della SEES), oppure ottenere un nuovo Persona da aggiungere a quelli disponibili per il giocatore.
Nei vari piani del Tartaro, inoltre, ci si imbatterà in forzieri in cui poter trovare oggetti oppure denaro, e che in alcuni casi possono essere anche dorati e speciali, in cui trovare oggetti rari e molto preziosi. Nei vari settori entro cui è suddiviso il Tartaro vi saranno tipologie di Ombre anche differenti di quelli normali. Alcune sono rossastre, che sono più impegnative e forti. Vi sono poi alcune speciali di colore dorato, che che tenderanno a scappare e sparire, e che se catturati e sconfitti faranno ottenere molta più esperienza, preziosi oggetti vendibili, e concederanno "Mano Arcana" che faranno guadagnare parecchi soldi.
Alcuni piani speciali del Tartaro, inoltre, saranno delineati appositamente per cogliere delle Ombre che fungeranno da mini-Boss, e che sono molto più forti di tutte quelle sopracitate; per procedere al piano successivo, sarà necessario sconfiggerle. Infine un'altra Ombra degna di nota è il Mietitore, un'Ombra parecchio pericolosa, dotato di mosse potenzialmente letali che potrà comparire specialmente se durante una "Mano Arcana" si pescherà una carta contrassegnata da un teschio. I membri di supporto inviteranno sempre il giocatore a non affrontare tale Ombra e scappare.

### Persona
Un Persona è una seconda anima che risiede nelle profondità del cuore umano. È una personalità completamente differente, che emerge quando un individuo deve confrontarsi con un pericolo al di fuori del suo mondo (ad esempio le Ombre provenienti dal Tartaro). "L'abilità Persona" si riferisce al dono che permette ad un individuo di evocare ed usare il proprio Persona; quelli che sono in grado di farlo, sono conosciuti con il nome di Evocatori. Questa abilità è l'unica speranza dell'umanità per sconfiggere le Ombre.
I Personae del gioco, sebbene con ovvie differenze, sono stati ispirati dal concetto filosofico di persona.
Tramite la Stanza di Velluto e l'abilità del protagonista di evocare più di un Persona, questi si possono fondere assieme e creare altre entità simili fino a renderne disponibile nel gioco oltre 150 tipi diversi. Il protagonista può inoltre ottenere nuovi Personae vincendo le battaglie durante l'Ora Buia.
L'esperienza accumulata in battaglia può rafforzare il Persona; quando sale di livello, le potenzialità di un Persona salgono automaticamente. Raggiunto un certo livello, potranno anche apprendere nuove abilità. Più salirà il livello del Persona-user, più gli HP (punti vita) e SP (punti magia) del Persona cresceranno.

### Stanza di Velluto
Un luogo, all'interno del Protagonista, a cui quindi solo questo può accedervi. A gestirlo c'è Igor, il cui compito è facilitare e contribuire alla sua crescita, tramite il sistema delle Fusioni. Supportato dalla sua assistente Elizabeth, infatti, Igor è capace di fondere le Personae che durante la Mano Arcana è possibile raccogliere, per otterne nuove e più potenti (da raccogliere nel Compendio, dal quale successivamente potranno essere evocati in qualsiasi momento, una volta registrati). Come detto in precedenza, in base al livello di Affinità Sociale dell'Arcano corrispondente, sarà possibile creare Personae sempre più potenti. A partire da FES in poi, Elizabeth inoltre affiderà al Protagonista determinate missioni da compiere e richieste da soddisfare, in cambio di importanti ricompense. 

## Personaggi
Il cast di Persona 3 è molto ricco sia per la quantità di personaggi, sia nei diversi design e caratterizzazioni che contribuiscono a renderli unici.

### Il protagonista
È un personaggio controllato dal giocatore stesso, che gli dà anche un nome nello stile di giochi come Dragon Quest. È un orfano ed è cresciuto a Tatsumi Port Island fino al suo trasferimento dieci anni prima dell'inizio del gioco (epoca in cui morirono i suoi genitori), quando vi fa ritorno per frequentare la Gekkoukan High School. Subito dopo essersi stabilito nel dormitorio viene attaccato dalle Ombre. Questo incidente fa risvegliare la sua abilità di evocare Orfeo, il suo primo Persona. Difatti, a differenza degli altri personaggi del gioco, il protagonista è in grado di evocare più di un Persona nelle fasi più avanzate del gioco, e può cambiarli anche durante il combattimento. Grazie a questa sua particolarità viene eletto leader della squadra. È anche l'unico del gruppo in grado di entrare nella Stanza di Velluto, una stanza particolare dove i Personae possono fondersi assieme per dar vita a nuove e più potenti creature.
Scoprirà che un'Ombra molto potente conosciuto come Death è stata sigillata dentro di lui quando era un bambino. Essa si manifesta al protagonista inizialmente come un bambino di nome Pharos, che cerca di fare amicizia con lui, sbloccando e completando automaticamente il social link della Morte. Death ha l'abilità particolare di far incontrare il protagonista con le altre dodici Grandi Ombre. Una volta sconfitti questi viene creata una nuova creatura chiamata The Appriser, che si manifesta come un adolescente privo di memoria di nome Ryoji Mochizuki, che, una volta recuperate le memorie, evoca il Nyx, un'entità in grado di distruggere il mondo. Il gruppo combatte contro l'avatar del Nyx in cima alla torre del Tartaro, ma non riescono a fermare del tutto il processo di distruzione; il protagonista decide allora di sacrificarsi per sigillare Nyx e salvare il mondo. "Morendo", la sua anima diventa il Great Seal.
In "The Answer", presente nell'edizione "FES", appare un'ombra con il suo aspetto che sfida i protagonisti utilizzando le loro Personae. Egli è la manifestazione negativa dell'urgente bisogno di rincontrarlo dei protagonisti. Una volta sconfitto, l'ombra si dissolve in "lettere". Successivamente si scoprirà che il protagonista non stava cercando di sigillare Nyx, ma stava agendo come una barriera tra Nyx ed Erebus. Dopo la sconfitta di Erebus e la realizzazione dello scopo del protagonista, i restanti membri del SEES giurarono di aiutarlo a sopportare il fardello sfruttando al meglio la propria vita.
In Persona 5 Royal una sua versione cognitiva è affrontabile nella battaglia sfida DLC "FULL MOON".
Doppiatori: Akira Ishida (versione giapponese), Yuri Lowenthal (versione inglese).
Nella versione manga, il nome completo del protagonista è Minato Arisato. Nell'adattamento cinematografico e in Persona 3: Dancing in the Moonlight, il nome completo è Makoto Yuki. Nell'adattamento teatrale, il nome completo è Sakuya Shiomi.
Persona: Il suo primo persona è Orfeo, ma con l'avanzare del gioco potrà arrivare a controllarne oltre 150. Canonicamente ottiene per secondo risveglio Thanatos, ottenibile tramite fusione dopo aver fatto salire al massimo il social link della morte, e come Persona finale Messia, ottenibile tramite la fusione di Orfeo e Thanatos una volta raggiunto l'ultimo piano del Tartaro (prima della cima della torre) e facendo salire quindi il social link del Giudizio. Si può ottenere come Persona finale alternativo Orfeo Telos (Orfeo Finale) dopo aver massimizzato tutti i Social Links in una sola partita.

### Yukari Takeba
Yukari è una compagna di classe del protagonista che vive nel suo stesso dormitorio, ed è la prima ad aggiungersi al gruppo durante il gioco. È un membro del SEES da molto tempo, ma le dure battaglie con i S.E.E.S non hanno mutato il suo carattere forte e la visione positiva della vita. Durante le battaglie usa arco e frecce. Come quasi tutte le co-protagoniste femminili dei giochi di ruolo il suo punto di forza è la forza magica, difatti il suo Persona è specializzato nelle magie di tipo vento e curative. Ha inoltre un rapporto romantico con il protagonista.
Nonostante sia una ragazza allegra e simpatica, a causa del suo difficile passato non permette a nessuno di esserle veramente amico o di penetrare le difese che ha eretto negli anni per difendere se stessa. Per questo all'inizio del gioco ha delle difficoltà a combattere evocando il suo Persona.
Yukari vive da sola da molto tempo, a causa della misteriosa morte del padre qualche anno prima (egli era infatti coinvolto nell'incidente che liberò le Ombre sul mondo degli umani, anche se questo non viene rivelato se non a metà del gioco) e di una madre che non si cura molto di lei, preferendole il nuovo fidanzato. Anche grazie a questo si avvicina più di ogni altro al protagonista che vive una condizione simile alla sua poiché orfano. Una volta compreso di non essere più la bambina sola e spaventata che era, decide di combattere per se stessa, i suoi amici e la memoria del padre.
Doppiatori: Megumi Toyoguchi (versione giapponese), Michelle Ruff (versione inglese).
Persona: il principale è Io, che nel corso del gioco si evolverà in Isis.

### Junpei Iori
Junpei ha il ruolo di miglior amico del protagonista (completando la tipica triade di base dei giochi di ruolo giapponesi, ovvero protagonista maschile, personaggio femminile possibile interesse romantico e miglior amico). Frequenta la stessa classe di Yukari, ed è il primo a parlare con il protagonista dopo il trasferimento nella nuova scuola. Durante la scuola occupa il ruolo di "clown della classe" ma di notte combatte a fianco dei suoi amici come membro a tutti gli effetti del SEES. Quella del clown è infatti solo una maschera per coprire le sue insicurezze. Si punzecchia spesso con Yukari.
La sua arma è un'enorme spada a due mani che usa in realtà più come una mazza da baseball. Il suo Persona è portato per gli attacchi fisici e le magie di fuoco.
Come il protagonista, entra a far parte del SEES solo a inizio del gioco, quando durante l'Ora Buia invece di trasformarsi in una bara di cristallo come gli altri resta cosciente e scopre così la sua abilità di evocare il Persona. All'inizio la sua decisione è motivata solo dal fatto che compiendo azioni eroiche può dare un senso alla sua esistenza, invece di essere il clown della classe o il solito perdente. Approfitta del suo ruolo come membro del SEES per compiere marachelle (come non fare i compiti) e per rafforzare la sua autostima, ma diventa presto geloso del talento del protagonista di evocare più di un Persona. Si innamora ricambiato di Chidori, un membro di Strega, un gruppo che contrasta i SEES, e proprio questo amore lo porta a diventare un ragazzo serio e sicuro di sé, fedele verso i suoi amici e la sua amata.
Junpei è il personaggio che più di tutti riflette, sia nel suo aspetto sia nella sua umanità.
Doppiatori: Toriumi Kosuke (versione giapponese), Vic Mignogna (versione inglese).
Persona: il principale è Hermes, che nel corso del gioco si evolverà in Trismegistus.

### Mitsuru Kirijo
Mitsuru è la presidente del consiglio studentesco e la migliore studentessa della scuola. Come rivela il suo cognome, la sua famiglia è la più potente della città e controlla il Kirijo Group. Fa da supporto al gruppo grazie alla sua intelligenza e alle doti di comando. La sua arma è una spada ad una mano, e il suo Persona padroneggia le magie di ghiaccio e manipolazione di stato. È a tutti gli effetti la maga nera più potente del gruppo dopo il protagonista, ma usa spesso anche magie curative.
Ha una grande esperienza come membro del SEES e prima dell'arrivo del protagonista era a tutti gli effetti il leader del gruppo. Non è possibile utilizzarla nel gruppo ad inizio gioco, in quanto ricopre una funzione introduttiva spiegando il sistema di combattimento e dando consigli su come affrontare le battaglie.
Si vergogna del passato della sua famiglia, coinvolta negli incidenti che hanno liberato le Ombre sul mondo, e nasconde molte informazioni che verranno mano a mano svelate con lo sviluppo della storia. Convinta di aver ereditato i peccati della sua famiglia, si considera l'unica a poter sistemare le cose come forma di redenzione. La sua abilità di evocare un Persona non è naturale, ma è stata artificialmente indotta per consentirle di combattere.
Doppiatori: Rie Tanaka (versione giapponese), Tara Platt (versione inglese).
Persona: il principale è Penthesilea, che nel corso del gioco si evolverà in Artemisia.

### Akihiko Sanada
Akihiko è il capitano della squadra di boxe della scuola. Esteriormente appare un adolescente calmo e freddo, ma in realtà è una persona piena di passione e ambizioni. Vede la sua partecipazione al SEES come un modo per allenare se stesso. Usa dei guanti da boxer in battaglia. Il suo Persona può usare magie di tipo elettrico. Non è possibile usarlo all'inizio in quanto il suo braccio è rimasto ferito durante l'Ora Buia.
Akihiko è annoverato fra i tre originali fondatori del SEES, assieme a Mitsuru.
Doppiatori: Hikaru Midorikawa (versione giapponese), Liam O'Brien (versione inglese).
Persona: il principale è Polydeuces, che nel corso del gioco si evolverà in Caesar.

### Aigis
Aigis è un'androide creata dal Kirijo Group per contrastare le Ombre e l'unica rimasta del suo genere. In combattimento usa uno svariato assortimento di armi ultra tecnologiche. Una sua abilità particolare è l'"Orgia Mode", una tecnica che le consente di abbattere tutti i limiti e attaccare a piena potenza a costo di saltare il turno di attacco successivo. Il suo Persona è portato per gli attacchi fisici e le magie di supporto.
Doppiatori: Maaya Sakamoto (versione giapponese), Karen Strassman (versione inglese).
Persona: il principale è Palladion, che nel corso del gioco si evolverà in Athena.

### Koromaru
Koromaru è l'unico animale del gioco in grado di evocare un Persona. È un cane il cui padrone, un sacerdote di un tempio shintoista, è morto anni prima in un incidente. Koromaru ogni giorno passeggia da solo sulla strada in cui è morto il padrone. È in grado di controllare il suo Persona tramite uno speciale collare fornitogli dal SEES.
Persona: il principale è Cerberus.

### Strega
Il gruppo strega è composto da tre Persona-users, Takaya Sakaki (il suo Persona è Hypnos), Jin Shirato (il suo Persona è Moros) e Chidori Yoshino (il suo Persona è Medea), che usano i Personae e l'Ora Buia per il proprio tornaconto personale. Il centro della loro attività è un sito internet, "Revenge Request" dove gli utenti possono richiedere omicidi o altre forme di vendetta che verranno compiute durante l'Ora Buia.
Come Mitsuru, i loro Persona non sono un'abilità naturale, ma è stata loro indotta dal Kirijo Group. A causa di ciò devono prendere delle speciali compresse che trattengano i loro stessi Persona dall'ucciderli. La droga ha però un effetto collaterale: alcuni Persona-users artificiali diventano Ombre.

### Nyx
L'Avatar di Nyx è il boss finale di Persona 3 (penultimo per Persona 3 FES) è una figura molto alta e intimidatoria, la sua pelle è bianca e ha un'armatura di colore nero, il suo aspetto richiama quello di Ryoji Mochizuki siccome era una sua impersonificazione insieme a Pharos e Thanatos, nel combattimento finale utilizzerà ben 13 Arcani, l'ultimo arcano, quello della Morte fa in modo che diventi molto più pericoloso in confronto agli stadi precedenti, una volta che il giocatore sconfiggerà l'Avatar può accedere al combattimento contro la sua vera forma

## Persona 3 FES
Shin Megami Tensei: Persona 3 FES è un'edizione ampliata e migliorata del gioco di base. È usanza in Giappone per i giochi di successo far uscire delle "seconde versioni" degli stessi con l'aggiunta di combattimenti, boss secondari, video oppure nuovi finali. A causa di scelte commerciali difficilmente le "seconde versioni" arrivano nei mercati americani ed europei. Persona 3 FES è un'eccezione. Pubblicato in Giappone il 19 aprile 2007, in seguito raggiunge l'America e l'Europa rispettivamente il 22 aprile e il 17 ottobre del 2008.
La novità principale è l'introduzione di un capitolo di gioco interamente nuovo, una sorta di sequel della storia principale. Dal menù principale il giocatore ha due opzioni: The Journey (la storia originale) e The Answer (il sequel introdotto dalla versione FES). The Journey, pur mantenendo invariate le caratteristiche dell'originale, vede l'introduzione di tanti elementi che rendono più longeva e divertente l'esperienza di gioco, con l'introduzione nuovi Personae da scoprire e creare tramite fusione; nuove richieste da parte di Elizabeth che il giocatore può scegliere di soddisfare (ottenendo in cambio una somma di denaro o un oggetto speciale come ricompensa) e che lo spingono ad esplorare di nuovo livelli già visitati. Anche fuori dall'Ora Buia vi sono novità: la vita scolastica è arricchita da nuovi eventi e locali dove passare il tempo libero, come la Sala Giochi, tramite cui è possibile potenziare ulteriormente i Personae tramite divertenti mini giochi oppure aumentare una delle caratteristiche principali del Protagonista.
Fa, inoltre, la sua comparsa un nuovo Social Link, dell'Arcano dell'Eone, appartenente al personaggio Aigis tramite cui saranno visibili nuove scene e video che portano a scoprire nuovi particolari sulla trama e sui personaggi.
In The Answer sarà proprio Aigis ad essere il personaggio che il giocatore si troverà ad impersonificare e che eredita la possibilità di entrare nella Stanza di Velluto e risveglia il potere del Jolly, che gli permetterà di portare con sé più Personae contemporaneamente. Il sequel inizia poche settimane dopo la scomparsa del Protagonista, il 31 marzo, all'interno del dormitorio Iwatodai. A causa di un fenomeno di origine sconosciuta non è possibile uscire dall'edificio e inoltre il 31 marzo si ripete all'infinito. Poco dopo fa la sua comparsa Metis, un misterioso androide simile ad Aigis che attaccherà il gruppo e alla fine verrà sconfitta da quella al termine di una battaglia in cui entrambe perdono conoscenza. In seguito Metis rivela loro l'esistenza di un misterioso luogo, causa del fenomeno che li tiene bloccati nel dormitorio a ripetere sempre il medesimo giorno, l'Abisso del Tempo, in cui saranno presenti, come nel Tartaro, Ombre da sconfiggere, e in cui ella si offrirà di accompagnare sia Aigis, che definirà sua sorella, sia gli altri personaggi per scoprire l'origine di tale fenomeno e di quel luogo.

## Persona 3 Portable
Shin Megami Tensei: Persona 3 Portable è un port di Persona 3 per PlayStation Portable. È uscito il 1º novembre 2009 in Giappone, mentre in America è successivamente giunto il 6 luglio 2010; in Europa, il gioco è stato pubblicato soltanto il 29 aprile del 2011. La novità principale introdotta dal gioco è la possibilità data al giocatore di impersonare anche una versione femminile del Protagonista. Questa possibilità altererà molti aspetti del gioco, come il sesso di alcuni personaggi secondari ( ed anche quello del Persona originale del Protagonista, Orpheus), la possibilità di aprire Social Link con tutti i membri del SEES e quella di poter scegliere come assistente di Igor al posto di Elizabeth suo fratello Theodore. Anche alcuni motivi musicali cambieranno a seconda della scelta del personaggio maschile o femminile. I doppiatori dei personaggi rimangono gli stessi di Persona 3, ma le scene di intermezzo in stile anime sono sostituite da altre create usando il motore grafico del gioco. Inoltre vi saranno elementi come scene speciali e personaggi, come Yukiko Amagi presi direttamente dal sequel ufficiale di Persona 3, Shin Megami Tensei: Persona 4.
Le dinamiche di gioco di Persona 3 Portable saranno molto differenti rispetto a quelle delle versioni precedenti. Il giocatore esplorando Port Island non si muoverà più direttamente tra i luoghi, ma potrà farlo muovendo un cursore sulla mappa del luogo e interagire con i personaggi (ridotti in versione sprite ) presenti lì; in alcuni negozi dove far accrescere le caratteristiche principali del Protagonista, sarà possibile anche di tanto in tanto lavorare part-time e guadagnare una certa somma di denaro. Oltre a ciò il gioco eredita ulteriori elementi sviluppati in Persona 3 FES ed anche in Persona 4, in particolare nel sistema di combattimento. Durante le battaglie sarà ora possibile controllare non solo il protagonista, ma anche tutti i membri del gruppo. Inoltre il Protagonista non potrà più equipaggiare ogni arma del gioco, ma potrà solo usare spade ad una mano (nel caso della versione maschile del protagonista) o naginata (nel caso di quella femminile). È migliorato anche l'aspetto difensivo, con la possibilità di parare gli attacchi o sacrificare uno dei membri del gruppo per prevenire la morte del leader, prendendo un colpo fatale al suo posto. Ogni Persona che il giocatore può collezionare, inoltre, porterà con sé una Carta Abilità che, raggiunto un certo livello, successivamente cederà al Protagonista e può insegnare una nuova mossa ad un altro Persona.
Un'altra importante novità è la Vision Quest, in cui sarà possibile accedere al "Deserto delle Porte" dell'Abisso del Tempo di Persona 3 FES e sfidare nuovamente versioni potenziate delle 12 Ombre principali, e al termine di tali battaglie poter sfidare un altro residente della Stanza di Velluto, Margaret.

## Persona 3 Reload
Nel giugno 2023 Atlus ha annunciato un remake di Persona 3 basato sul videogioco originale. Persona 3 Reload è stato pubblicato il 2 febbraio 2024 per Microsoft Windows, Xbox One, Xbox Series X e Series S, PlayStation 4 e PlayStation 5. Oltre alla normale versione, SEGA ha pubblicato il gioco anche in tre edizioni speciali: l'Aigis Edition comprendente la copia fisica del gioco, con l'aggiunta di un artbook con bozze dei personaggi, due CD con le tracce musicali del gioco, una statuetta del personaggio Aigis, e tutti i contenuti scaricabili ottenibili al lancio; la Digital Premium Edition e la Digital Deluxe Edition, per coloro che acquistano la versione digitale di Persona 3 Reload, che include l'artbook, la colonna sonora in versione digitale del gioco e, nel caso dell'edizione Premium, i contenuti scaricabili. Così come per la nuova edizione di Persona 3 Portable e Persona 5 Royal, il gioco ha inoltre ottenuto una localizzazione con sottotitoli in lingua italiana.
Come già detto in precedenza, Persona 3 Reload si presenta come una versione graficamente migliorata del gioco originale, con un motore grafico molto simile a quello di Persona 5 e Persona 5 Royal. In aggiunta ad una nuova veste grafica degli ambienti e dei modelli dei personaggi, ci sono numerose aggiunte ad arricchire ancor di più l'esperienza di gioco, soprattutto nel sistema di combattimenti con funzioni ereditate da quelle aggiunte da FES e Portable (come la possibilità di poter guidare l'intera squadra, oltre al Protagonista), così come agli altri titoli della serie (come nel caso di Persona 5 Royal con nuove meccaniche come la Teurgia, ispirata all'Attacco Speciale, per infliggere pesanti danni ai nemici, e il sistema del Cambio, ispirato alla Staffetta, con cui fare a cambio con un altro personaggio, in seguito ad un attacco critico o ad una debolezza avversaria, assicurandogli danni aggiuntivi alle sue mosse). Al di fuori dei combattimenti nel Tartaro ci sono nuove attività che possono essere svolte, soprattutto durante la Sera, utili per aumentare le statistiche sociali del Protagonista, o contribuire all'aumento delle Affinità Sociali. Inoltre il giocatore può effettuare delle attività speciali con gli altri membri della SEES, grazie alle quali questi ultimi ricevono potenziamenti e bonus ai loro Persona. In particolare sarà possibile effettuare con i membri maschili alcuni incontri speciali, simili agli eventi delle Affinità Sociali, dove poter ulteriormente conoscerli e legare con loro (oltre ad ottenere i bonus sopracitati).
Durante la Xbox Partner Preview del 6 marzo 2024 Atlus e Microsoft hanno annunciato, tramite un trailer, il Persona 3 Reload: Expansion Pass, un pacchetto di contenuti scaricabili tra i quali, oltre a nuove tracce musicali e costumi, include l' 'Episode Aigis', che darà la possibilità di poter giocare una versione rinnovata del capitolo The Answer, aggiunto in FES. Questa espansione della storia principale, rispetto agli altri nuovi contenuti, è stata pubblicata solamente il 10 settembre.

## Anime
Nel gennaio 2008 in Giappone è stato mandato in onda un anime di ventisei episodi, Persona: Trinity Soul prodotto da Aniplex e animato da A-1 Pictures. Ambientato in un ipotetico universo parallelo dieci anni dopo la fine di Persona 3, la storia inizia nella città di Ayanagi, vicino al mare del Giappone, dove all'epoca della fine del gioco è avvenuto un terribile terremoto. Nel presente sono avvenuti numerosi e misteriosi omicidi che la polizia locale collega ad una misteriosa malattia chiamata "Sindrome dell'Apatia", ma in realtà collegati a strani esperimenti svolti sui Persona. Il protagonista dell'anime, Shin Kanzato, e suo fratello minore Jun si trasferiscono nella casa di Ryo, loro fratello maggiore e capo della polizia locale, che non vedono da dieci anni. L'intera famiglia Kanzato rimarrà coinvolta negli incidenti che riguardano i Persona e Shin stesso diviene in grado di evocare il suo Persona.

## Colonna sonora
La colonna sonora di Persona 3 è interamente composta da Shōji Meguro. I singoli brani sono raccolti in due cd, pubblicati il 9 giugno 2006 da Aniplex. Alcuni brani scelti sono inseriti in un cd extra allegato alla versione americana del gioco. Un album Burn My Dread - Reincarnation: Persona 3 contenente undici brani ri-arrangiati e una versione "estesa" del brano "Burn My Dread", è venduto sul mercato giapponese dal 18 aprile 2007. Persona 3 è il primo videogioco di cui Shōji Meguro ha curato completamente il lato musicale. Ha lavorato anche su Persona 3 FES.
Molti brani di Persona 3 sono stati suonati in due concerti dal vivo sponsorizzati da Aniplex. I due concerti si sono tenuti ad Akasaka il 22 agosto 2008 e a Shinjuku a settembre 2009. È in vendita un DVD del primo concerto, ma solo sul mercato giapponese.
Due brani della colonna sonora sono stati portati in scena dal due volte campione olimpico di pattinaggio Yuzuru Hanyu nello show di ambientazione fantascientifica Echoes of Life, incentrato sul significato della vita.

## Accoglienza
La rivista Play Generation classificò la versione FES come il terzo miglior gioco di ruolo del 2008.
La stessa testata diede alla versione FES per PlayStation 2 un punteggio di 88/100, reputandola un'edizione "extended" che portava tutto il bello del Persona 3 originale sulla console Sony (ovvero un mix di GdR e un simulatore sociale), aggiungendo vari extra.
Successivamente recensì l'edizione per PlayStation Portable, la quale ricevette un punteggio di 90/100, apprezzando il sistema di combattimento e la varietà di "Persona" disponibili e come contro il fatto che non fosse stato tradotto in italiano e che le fasi diurne alle lunga avrebbero finito per annoiare il giocatore, finendo per considerarla una conversione "arricchita" di ottimo livello, consigliata particolarmente ai fan del genere che conosco bene la lingua inglese.